# Walnut Grove (Georgia)
Walnut Grove es una ciudad ubicada en el condado de Walton, Georgia, Estados Unidos. Según el censo de 2020, tiene una población de 1322 habitantes.
No debe ser confundida con Walnut Grove (Minnesota).

## Demografía
En el 2000 los ingresos promedio de los hogares eran de $54,464 y los ingresos promedio de las familias eran de $57,917. Los ingresos per cápita para la localidad eran de $21,333. Los hombres tenían un ingreso per cápita de $38,417 contra $29,038 para las mujeres.
De acuerdo con la estimación 2016-2020 de la Oficina del Censo, los ingresos promedio de los hogares son de $70,682 y los ingresos promedio de las familias son de $83,523.
| Raza                   | Núm. | Porc.  |
| ---------------------- | ---- | ------ |
| Blancos                | 1124 | 85.02% |
| Afroamericanos         | 87   | 6.58%  |
| Amerindios             | 8    | 0.61%  |
| Asiáticos              | 6    | 0.45%  |
| Otras razas            | 18   | 1.36%  |
| De una mezcla de razas | 79   | 5.98%  |
| Total                  | 1322 | 100%   |

Del total de la población, el 4.69% son hispanos o latinos de cualquier raza.

## Geografía
La localidad está ubicada en las coordenadas 33°44′52.3″N 83°50′59.9″O / 33.747861, -83.849972 (33.74786, -83.849962).
Según la Oficina del Censo, la localidad tiene un área total de 7.43 km², de la cual 7.34 km² son tierra y 0.09 km² son agua.